# Parthenion (Berg)
Koordinaten: 37° 29′ 10″ N, 22° 32′ 51″ O
Der Parthenion ("Der Berg der Jungfrau", aus dem Griechischen Παρθένιο – Parthenio) ist ein 1215 m hoher Berg in Griechenland.

## Lage
Er liegt auf der griechischen Peloponnes in der Grenzregion zwischen Arkadien und Argolis. Die dem Berg am nächsten gelegenen Dörfer sind Achladokampos im Nordosten sowie Partheni im Südwesten. Die nächste große Stadt ist das 16 km westlich gelegene Tripoli.

## Geschichte
In der Antike soll auf dem Berg Parthenion Philippides dem Gott Pan begegnet sein. Der Athener Philippides war auf dem Weg nach Sparta, um vor der Schlacht bei Marathon 490 v. Chr. die Spartaner um Unterstützung zu bitten. Pan fragte Philippides, weshalb ihm trotz seiner zahlreichen Hilfeleistungen für Athen nicht die genügende Verehrung zuteil werde. Nachdem der Frieden in Athen nach dem Sieg bei Marathon wiederhergestellt worden war, widmeten die Athener am Ort seines Erscheinens Pan einen Tempel sowie ein jährliches Fest.